# Жеребиловка (Винницкая область)
Жереби́ловка (укр. Жеребилівка) — село на Украине, находится в Могилёв-Подольском районе Винницкой области.
Население по переписи 2001 года составляет 459 человек. Почтовый индекс — 24010. Телефонный код — 4337.
Занимает площадь 2,5 км².

## Религия
В селе действует Свято-Николаевский храм Могилёв-Подольского благочиния Могилёв-Подольской епархии Украинской православной церкви.

## Адрес местного совета
24010, Винницкая область, Могилёв-Подольский р-н, с. Жеребиловка